# Нейман, Иван Фёдорович
Иван Фёдорович Нейман (11 июня 1899 — 21 мая 1968, Горький) — советский архитектор.

## Биография
Родился 11 июня 1899 года в городе Шавли Ковенской губернии.
В 1928 году окончил архитектурный факультет Сибирского технологического института им. Ф. Э. Дзержинского. В личном архиве архитектора сохранились фотографии курсовых проектов и дипломный проект: курсовой проект Музея краеведения (1929) в формах ретроспективизма, курсовой проект административно-общественного здания (1927) и дипломный проект (1928) на тему «Сибирский краевой физико-бальнеотерапевтический институт и лечебница в г. Томске» в формах конструктивизма.
В период 1929—1933 годов архитектор работал в архитектурно-строительном отделе Уралпроекта в Свердловске. Проекты и постройки зодчего этого времени были выполнены в стиле конструктивизма: здание Драматического театра (1930), дома рабочих завода «Кожсуррогат» (1934), здание Областного комитета партии ВКП(б) и др.
В 1934 году переехал в город Горький, где с 1934 по 1941 год работал в архитектурной мастерской № 3 Горсовета, занимался проектированием жилых и общественных зданий под руководством московского архитектора А. Ф. Жукова. С этого времени наметился переход зодчего к стилистике постконструктивизма.

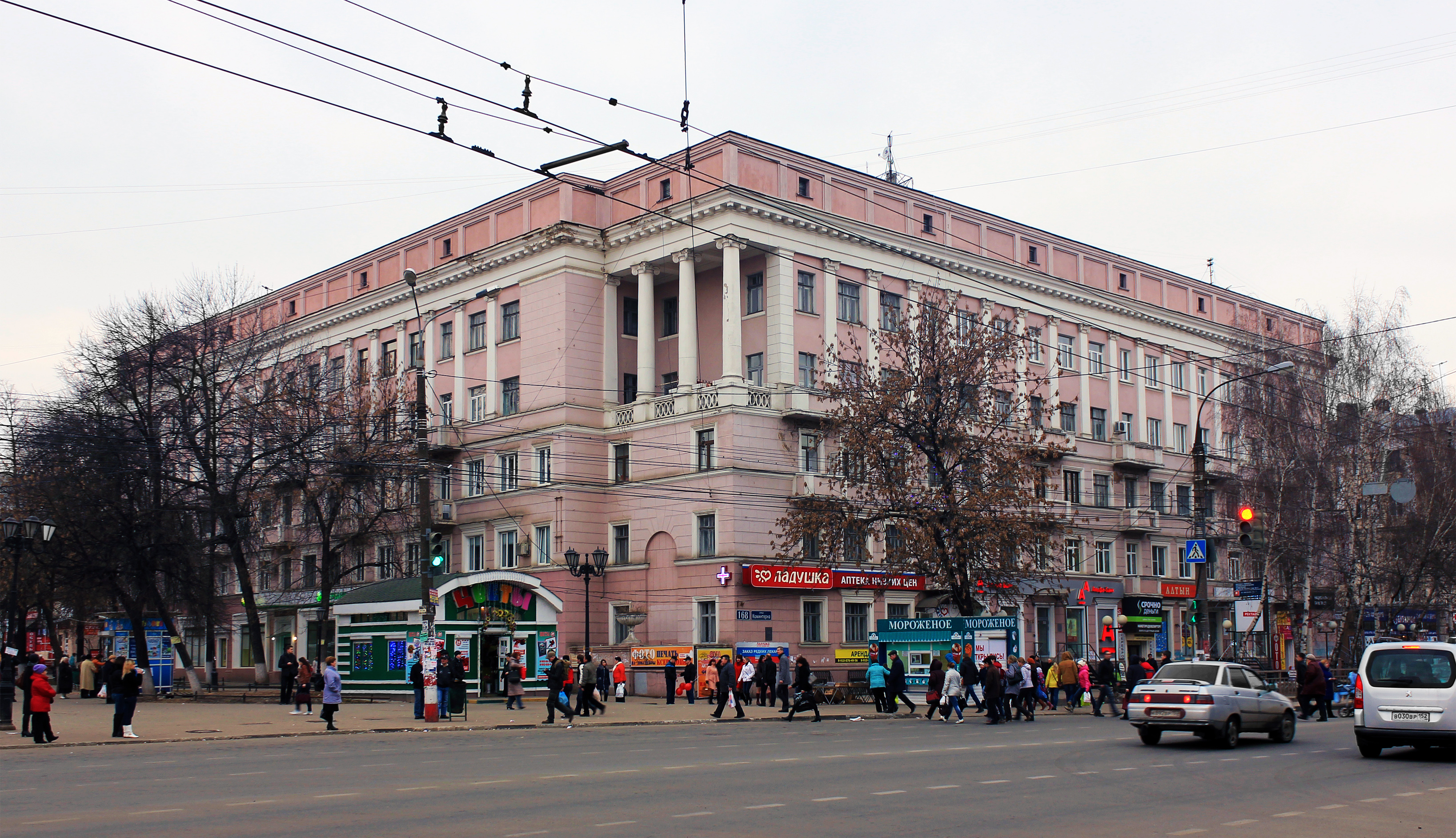
Дом стахановцев завода «Красное Сормово» (1936—1939)

Первым крупным проектом Ивана Неймана в Горьком стала реконструкция здания индустриального института на Верхне-Волжской набережной (1931—1934). Расцвет творчества архитектора пришёлся на 1930-е годы. Им были выполнены: реконструкция здания под жилой дом завода «Красная Этна» (1935), проект жилого дома на автозаводе им. Молотова (1935), проект жилого дома Горькпромстроя (1936), дом стахановцев завода «Красное Сормово» (1936—1939) и др.
В 1936 году стал членом Союза архитекторов СССР и был избран в состав правления его Горьковского отделения.
В конце 1930-х годов архитектор перешёл к стилю советского неоклассицизма. Крупной его работой в этом направлении стал жилой шестисекционный дом на Верхне-Волжской набережной (1938—1939).
С 1942 по 1956 год Нейман работал в Облпроекте, по-прежнему принимал участие в проектировании и строительстве общественных и жилых зданий. В 1944—1946 годах занимался преподавательской деятельностью в Горьковском строительном техникуме.
Скончался 21 мая 1968 года. Похоронен на кладбище «Марьина Роща».

## Проекты и постройки

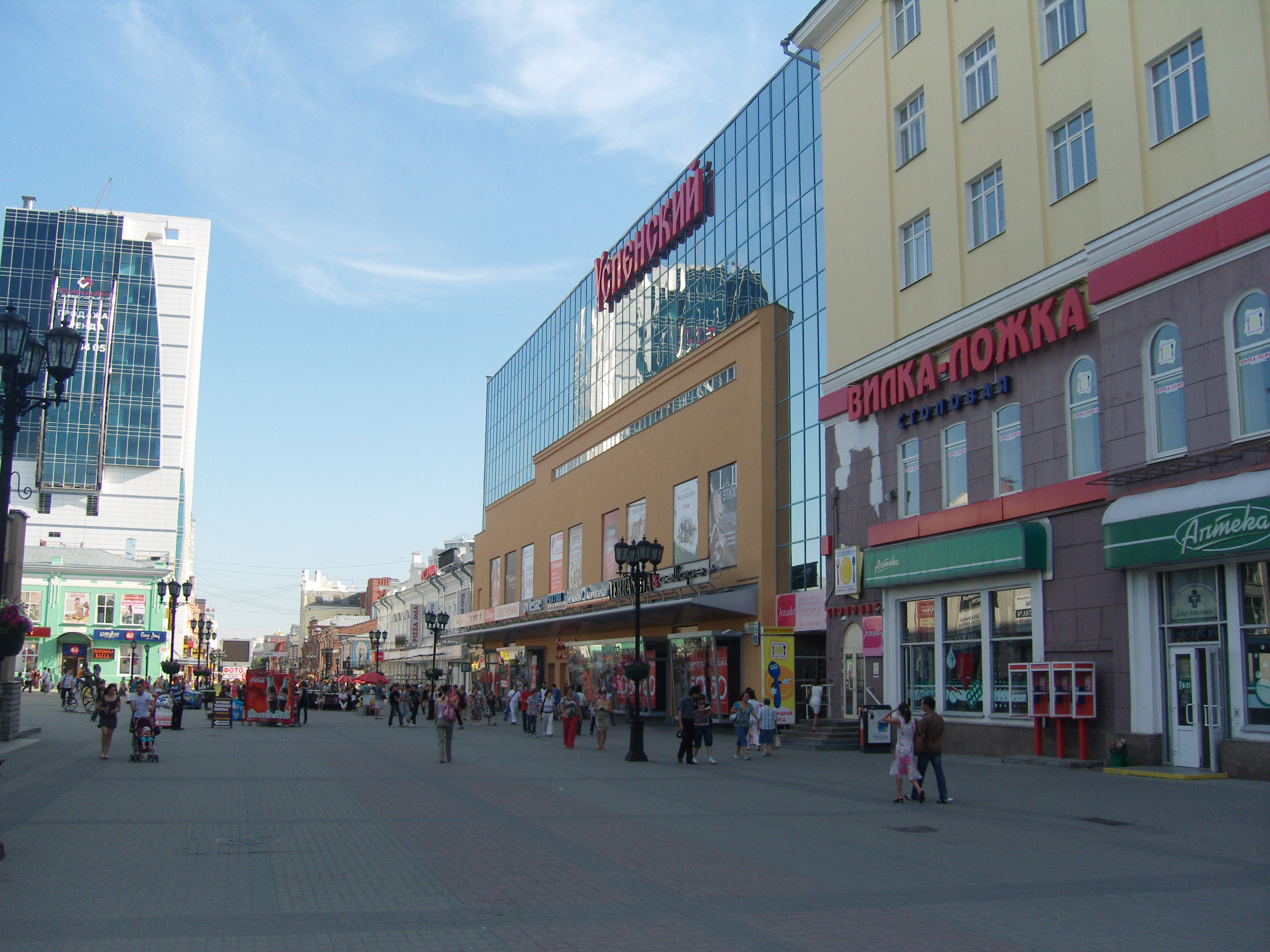
Драматический театр в Свердловске (1930), уничтоженный фасадизмом

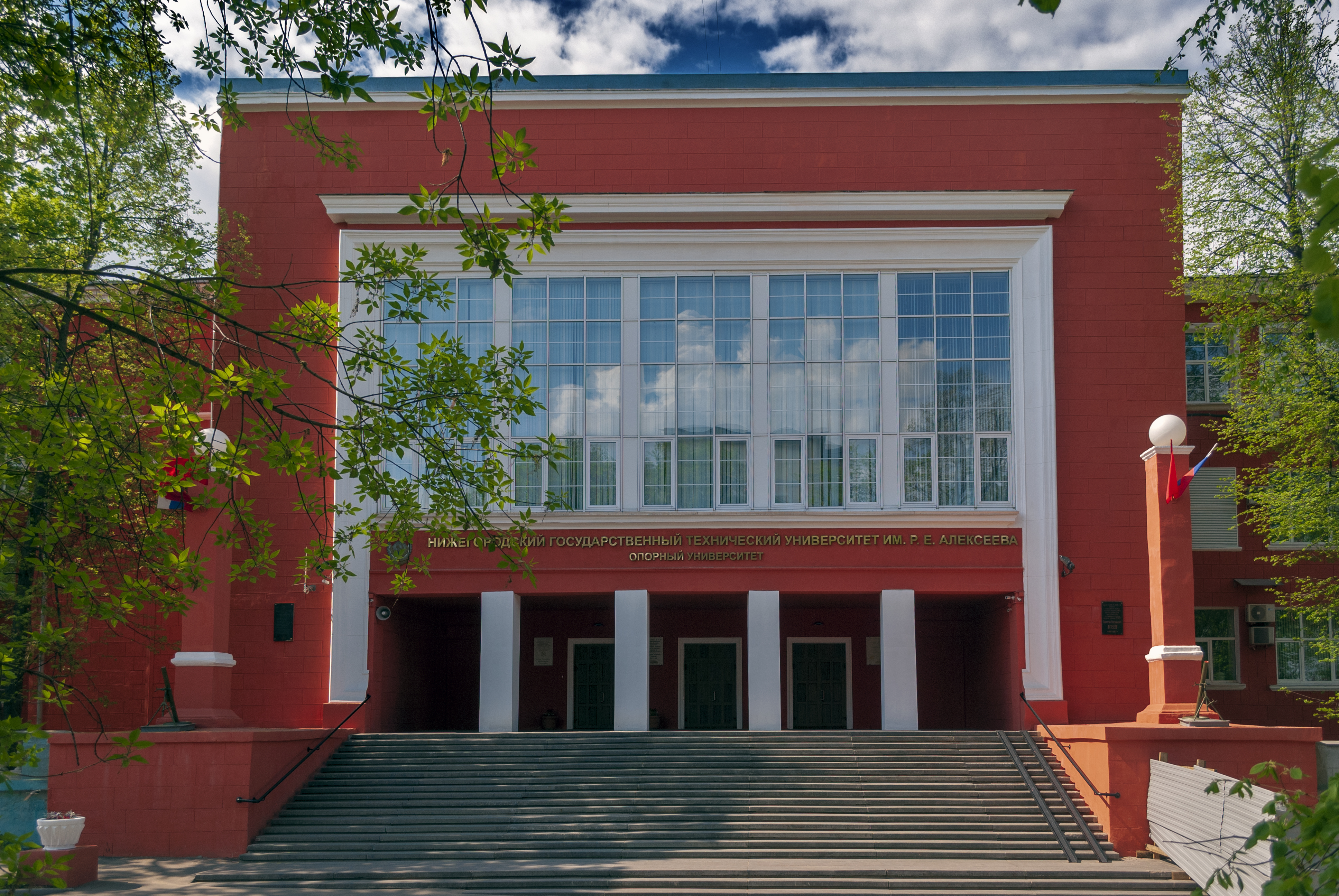
Индустриальный институт в Горьком (1931—1934)

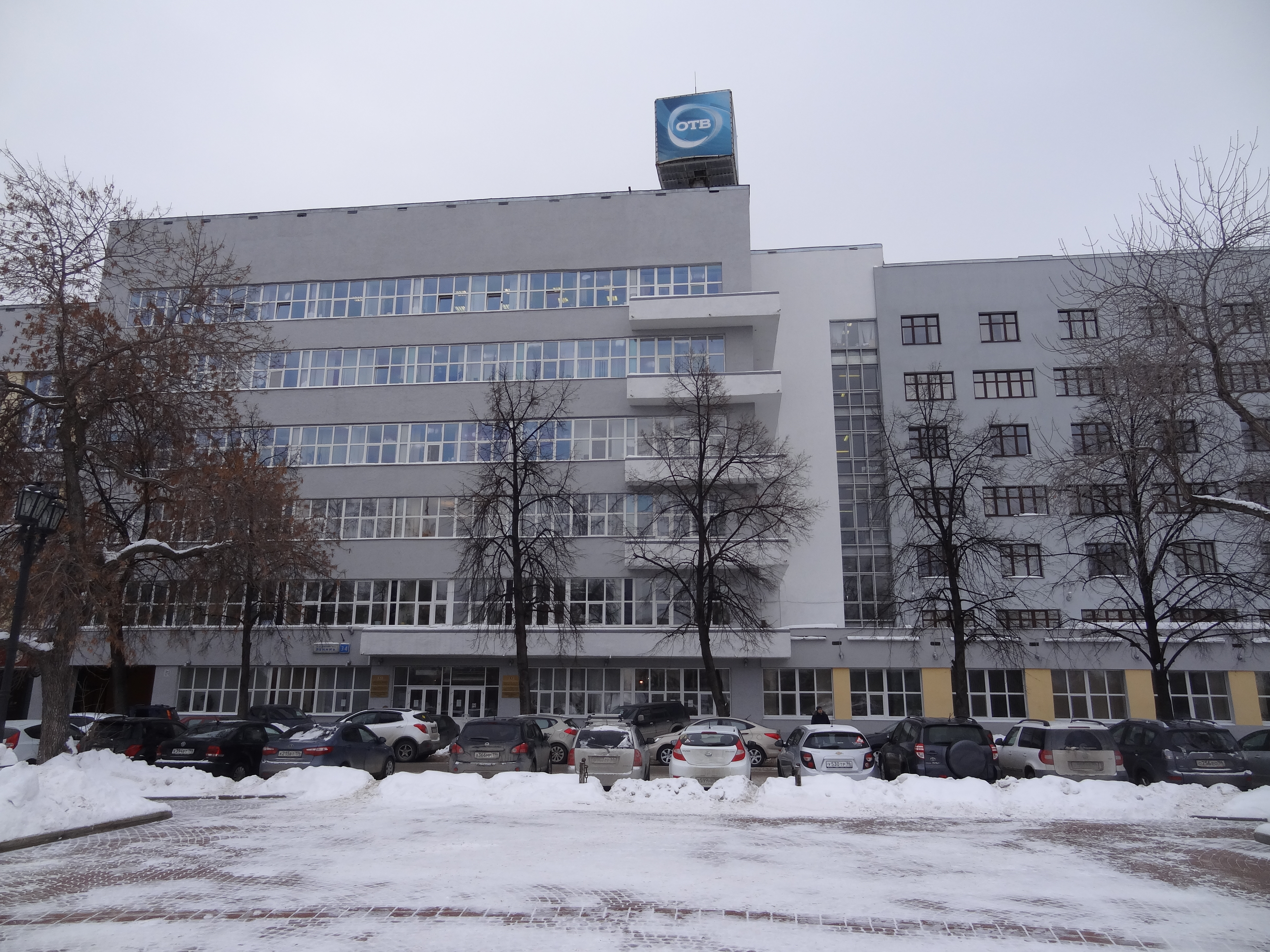
Здание Областного комитета партии ВКП(б) в Свердловске (1934)

Список известных проектов и построек Ивана Неймана:
- Курсовой проект Музея краеведения (1929)
- Курсовой проект административно общественного здания (1927)
- Дипломный проект на тему «Сибирский краевой физико-бальнеотерапевтический институт и лечебница в г. Томске» (1928)
- Драматический театр в Свердловске (1930)
- Жилые дома для рабочих завода «Кожсуррогат» (1934)
- Здание Областного комитета партии ВКП(б) в Свердловске (1934)
- Проект Казанского мединститута (1934)
- Реконструкция здания индустриального института в Горьком (1931—1934)
- Жилой дом для завода «Красная Этна» (1935)
- Проект жилого дома на автозаводе им. Молотова на 50  квартир (1935)
- Проект жилого дома завода № 92
- Проект жилого дома Горькпромстроя (1936)
- Дом стахановцев завода «Красное Сормово» на ул. Коминтерна, 168 (1936—1939)
- Главное здание мясокомбината на Ковалихинской улице (1937)
- Жилой дом на Верхне-Волжской набережной (1938—1939)
- Здание Кагановического райсовета  (1939)
- Проект жилого дома для работников Горьковского лесохимического комбината (1948)
- Жилой дом в Дзержинске (1950)
- Эскизный проект площади у клуба завода «Теплоход» (1950)
- Торфяной техникум в Балахне (1952)
- Проект Промышленного-экономического техникума на улице Октябрьской Революции и Менделеева в Горьком (1952)
- Жилой дом на улице Ульянова, 5 в Горьком (1958)